# Англезит
Англезит (на английски: Anglesit) – минерал, оловна руда. Състои се от 73,6% оловен оксид и 26,4% сярна киселина. Името му идва от остров Ангълси в Уелс, особено в планината Парис, където са открити първите находки на англезит от френския минералог Франсоа Сюплис Бьодан. Формата му е изключително разнообразна, наподобяваща пирамида. Относителното му тегло в 6,3. Англезитът е мек и крехък минерал с красиви ярки кристали. Добива се заради съдържанието на олово, което се използва в ядрени реактори и рентгенови съоръжения. Красивите му кристали го правят особено привлекателен за колекционерите. Понякога флуоресцира при облъчване с ултравиолетова светлина, излъчвайки яркожълто сияние, което е един от методите за доказване на англезит. Член е на групата на сулфатите и се среща навсякъде по света. Находища има в Унгария, Сибир, Каринтия, Баденвайлер, Шотландия, Пенсилвания, Сардиния, Великобритания – окръг Дарбишър Пийк, особено около градовете Малток и Кромфорд.

## Свойства
Англезитът не е особено твърд – 2,5 до 3 по Моос. Макар и крехък, той е много тежък.
Ако се натрие с него точка неглазиран порцелан, получената следа винаги е жълта, дори и минералът да е с друг цвят. Както много други минерали на оловни минерали, кристалите на англезита са ярки и искрящи. Обикновено кристалите се срещат безцветни и прозрачни, но могат да бъдат също бели, сиви, жълти, зелени или бледосини.
Англезитът често се открива заедно с церусит. Двата минерала се отличават по това, че ако се залеят с разредена азотна киселина, церуситът шупва и се разтваря, а англезитът – не. Понякога англезитът може да се сбърка с барит. Въпреки външната им прилика, баритът гори трудно, а англезитът – лесно. Изгорен на дървени въглища, от него остава топче олово.